# ザ・ミュージックマン
『ザ・ミュージックマン』（The Music Man）は、1957年初演のミュージカル。
脚本・作曲・作詞はメレディス・ウィルソン、原作はウィルソンとフランクリン・レイシー。
アメリカ中西部の町を舞台に、住人たちに楽器やユニフォームを売りつける目的でマーチングバンドを作ろうとやって来た自称音楽教授で本当は楽器を弾けない詐欺師である男が引き起こす騒動と、その正体を疑う女性との恋、そして改心を描く。
1957年にブロードウェイで初演、1375回の公演を行ったヒット作品となり、作品賞を含む5つのトニー賞を受賞。キャストによる録音盤は第1回グラミー賞最優秀ミュージカル・シアター・アルバム賞を受賞、ビルボードチャートに245週ランクされた。この成功により、ブロードウェイやウエスト・エンドでのリバイバルはもとよりプロ・アマ問わず度々上演され、学生演劇でも人気の作品となっている。
1962年に映画化、2003年にテレビ映画化された。

## あらすじ

### 第1幕
1912年初夏、イリノイ州ロックアイランドを出発した列車の中で、チャーリー・コーウェルたち巡回セールスマンが文明の利器が仕事をやり辛くしているかどうか論じ合う中、ハロルド・ヒル教授という男のセールスの腕前が話の種になる（"Rock Island"）。チャーリーは「ハロルドは少年マーチングバンドを結成すると口約束し楽器とユニフォームの代金を受け取るや町から高飛びする詐欺師だ」と言う。列車はアイオワ州のリバーシティに到着、1人の乗客が「ハロルド・ヒル教授」と書かれたスーツケースを手に降り立つ。
リバーシティの人々からよそよそしく喧嘩腰の態度を示された（"Iowa Stubborn"）後、ハロルドはかつての仲間で今は「足を洗って」この町に住んでいるマーセラス・ウォッシュバーンに出くわす。マーセラスはハロルドに「詐欺を見抜けるのは町でただ1人音楽の素養がある、司書でピアノ教師のマリアン・パルーだけだ」と言う。さらに町のビリヤード場に新しいビリヤード台が入ったことを聞いたハロルドは商売を開始、リバーシティの大人たちにビリヤード台が社会に及ぼす「害悪」を吹き込む（"Ya Got Trouble"）。
ハロルドは帰宅中のマリアンの後をつけてきて気をひこうとするが無視される。マリアンはアマリリスという少女にピアノを教えながら、自分の高い「男性を見る目」について未亡人である母（パルー夫人）と言い合い、ハロルドのことを口にする（"Piano Lesson"/"If You Don't Mind My Saying So"）。そこへマリアンの10歳になる弟で内気なウィンスロップが帰ってくる。彼を密かに想うアマリリスだがその舌足らずな発音をからかってしまい、マリアンに「恋人がいないのにおやすみなさいを誰に言
えばいいの」と尋ねる。マリアンは自分の「誰かさん」に言えばいいと慰める（"Goodnight, My Someone"）。
翌日、高校の体育館で開かれた独立記念日の式典をへまの多いシン市長とその恐妻ユーラリーが指揮するが（"Columbia, the Gem of the Ocean"『コロンビア・大洋の宝』）、問題児トミー・ジラスが仕掛けた爆竹で中断。ステージに立ったハロルドは町民たちへ、ビリヤード台による「罪と腐敗」を防ぐ為に少年バンドを結成すると宣言する（"Ya Got Trouble" [リプライズ]/"Seventy-Six Trombones"『76本のトロンボーン』）。
ビリヤード場のオーナーである市長は教育委員会にハロルドの経歴調査を命じるが、ハロルドは内輪もめの多い委員たちをバーバーショップカルテットに仕立てはぐらかす（"Ice Cream/Sincere"）。さらに市長の娘ザニータをトミーに引き合わせ、彼を自分の助手として働くように仕組む。
マリアンに再び拒否されたハロルドは、彼女を射止めようと決意する("The Sadder But Wiser Girl")。町のご婦人たちはハロルドによるバンドと女性ダンス委員会の計画に大興奮。マリアンと不適切な関係にあったケチな金持ちがいて所有する図書館の全書物が彼女に遺贈されたとハロルドに漏らし（後で誤解と判明）、マリアンがチョーサーやラブレーやバルザックの「汚らわしい本」を支持していると警告する（"Pick-a-Little, Talk-a-Little"）。教育委員会がハロルドの身分証明書を求めてやってくるが歌でごまかされ帰っていく（"Goodnight, Ladies"）。
翌日、ハロルドは図書館に行きマリアンを熱心に口説く("Marian the Librarian")。いつもの固苦しさを忘れたマリアンがハロルドや若者たちと踊るもつかの間、キスしてきたハロルドを引っぱたこうとして誤ってトミーを叩いてしまう。ハロルドはトミーの助けでウィンスロップや町の少年全員をバンドに加入させる。ハロルドを気に入ったパルー夫人は娘が彼に無関心なわけを知りたがり、マリアンは理想の男性を語る（"My White Knight"、映画版は"Being in Love"）。
インディアナ州の教育誌でハロルドに不利な証拠を見つけたマリアンは市長に渡そうとするが、楽器を運んできたウェルズ・ファーゴの荷馬車に遮られる（"The Wells Fargo Wagon"）。新品のコルネットを手に大喜びのウィンスロップから内気さや周囲を気にする様子がすっかり消えているのを目にして、マリアンはハロルドを見直す。彼女は市長に本を渡す前に証拠のページを破る。

### 第2幕
アイスクリームパーティー（英語: Ice cream social）に備え、婦人たちは体育館でクラシックなダンスのリハーサルを、教育委員会は四重唱（"It's You"）の練習をしている。マーセラスと若者たちは婦人たちの中に割り込み、体育館を占拠して踊る（"Shipoopi"）。ハロルドはマリアンをつかまえて一緒に踊り、若者たちも加わる。ダンスが終わると、市長はトミーと娘ザニータの仲を激しく非難する。
マリアンはウィンスロップのコルネットの件で「音符なんか気にしなくていい」というハロルドの説に疑問を呈する。ハロルドは自説を"Think System"と呼んでいると答え、マリアンと改めて話し合う約束を取り付ける。ハロルドと「Shipoopiをとても楽しそうに踊っていた」からと、マリアンを町の婦人たちがダンス委員会に誘った（"Pick-a-Little, Talk-a-Little"［リプライズ］）。婦人たちのマリアンの書物への見解は逆転し、「教授からすすめられたから、私たちはあの本全てを崇めるの！」と熱心に語るのだった。
その夜、教育委員会は再びハロルドから身分証明書を手に入れようとするが、ハロルドはまたもや彼らに歌わせこっそり立ち去る（"Lida Rose"）一方、マリアンはベランダでハロルドを想う("Will I Ever Tell You")。ハロルドと過ごしたウィンスロップは、姉と母にハロルドの故郷ゲーリーの話をする（"Gary, Indiana"）マリアンがハロルドを待っていると、巡回セールスマンのチャーリー・コーウェルがハロルドに不利な証拠を市長に伝えようとやってきた。列車が出発するまでのわずかな間、チャーリーはマリアンの気をひこうとする。彼女は証拠を届ける時間がなくなるよう彼にキスをしてまで引き留める。汽笛が鳴るやマリアンに押しのけられたチャーリーは怒って「ハロルドはイリノイ全部の郡に女がいて、全部の郡から金を巻き上げてるんだ、102の郡のな！」と言う。
そこへ現れたハロルドから自分の虚偽の風聞を思い起こされたマリアンは、チャーリーが話したことも全て作り話だと思い込む。2人は歩道橋で落ち合い、彼女は彼が自分の人生にもたらした変化を伝える（"Till There Was You"『ティル・ゼア・ウォズ・ユー』）。割り込んできたマーセラスから制服が届いたから代金を持って逃げろと言われるが、ハロルドは「私は出世したんだ、職務放棄は出来ない。」ときっぱり拒否する。彼がマリアンの元に戻ると、彼女は彼がやって来た3日後から詐欺師であることを知っていたと明かす（ハロルドは1905年にゲイリー音楽院を卒業したと主張していたが、インディアナ州にゲイリーという名の市が誕生したのは1906年であった）。マリアンはハロルドへの愛ゆえに、教育誌の証拠ページを彼に渡し、後で会う約束をしその場を離れる。ハロルドの少年バンドとマリアンへの計画は順調に進み、彼は自信に満ちて『76本のトロンボーン』を歌い出すが、マリアンが歌う"Goodnight My Someone"を耳にし、ハロルドはマリアンに恋をしていることに気づく。2人は互いの歌を口ずさむ。
一方、列車に乗り遅れたチャーリーがアイスクリームパーティーにやって来て、ハロルドは詐欺師だと告発する。町の人々はハロルドの行方を捜して大騒ぎとなる。傷心のウィンスロップは、ハロルドがリバーシティに来なければよかったのにと言う。しかしマリアンは、ハロルドが言ったことはすべて信じている、町の子供たちによって実現出来たからとウィンスロップに告げる。姉弟はハロルドに逃げるよう懇願するが、ハロルドはマリアンに、彼女に会うまで恋をしたことはなかったと告白（"Till There Was You"［リプライズ］）、警官に手錠をかけられ連行される。
市長は体育館でハロルドの処遇についての会議を開き「バンドなんてどこにいるんだ？」と追及、マリアンはハロルドを擁護する。そこへトミーがドラムメジャーとして入場し、楽器を手にした制服姿の少年たちが続く。マリアンは、ハロルドにベートーベンの『ト調のメヌエット』でリバーシティ少年バンドを指揮するよう勧める。音楽の才能が不十分なのにも関わらず演奏する我が子に、観客の親たちは心を奪われる。市長も納得し、人々の歓呼の中自由の身となったハロルドはマリアンと腕を組む（"Finale"）。

## 登場人物
主な人物
| 役名                           | 説明                                           |
| ------------------------------ | ---------------------------------------------- |
| ハロルド・ヒル教授             | 巡回セールスマン実は詐欺師、経歴も詐称している |
| マリアン・パルー               | 図書館司書、その傍らピアノを教えている         |
| マーセラス・ウォッシュバーン   | ハロルドの古馴染、以前の仕事は“サクラ“         |
| ジョージ・シン市長             | リバーシティの市長、尊大かつ間が抜けている     |
| ユーラリー・マッケクニー・シン | シン市長の妻                                   |
| パルー夫人                     | マリアンの母、未亡人でアイルランド移民         |
| ウィンスロップ・パルー         | マリアンの幼い弟、発音障害があり内気な性格     |

その他の人物
| 役名 | 説明                                                                 |
| --- | -------------------------------------------------------------------- |
| 教育委員会 オリン・ブリット、オリバー・ヒックス、イワート・ダンロップ、ジェーシー・スクワイアーズ                        | 地元の商人4人組、のちに歌う4人組（バーバーショップカルテット）となる |
| お喋りな婦人たち Pickalittle Ladies アルマ・ヒックス、スクワイヤーズ夫人、エセル・トッフェルマイヤー、モード・ダンロップ | ユーラリーの友人、噂が好きな4人組                                    |
| トミー・ジラス | 裏町育ちの不良、ザニータのボーイフレンド                             |
| ザニータ・シン | シン市長の長女、隠れてトミーと交際する                               |
| チャーリー・コーウェル                                                                                                   | 金床売りのセールスマン、ハロルドの正体を知っている                   |
| ロック巡査 | 地元の警官                                                           |
| アマリリス | マリアンのピアノの生徒                                               |

## 楽曲

### ミュージカルナンバー
第1幕
1. Rock Island（ロックアイランド） - チャーリーとセールスマンたち
2. Iowa Stubborn（アイオワは頑固） - 町の人々
3. Ya Got Trouble（問題発生）- ハロルドと町の人々
4. Piano Lesson（ピアノレッスン） - マリアン、パルー夫人、アマリリス
5. Goodnight, My Someone（おやすみなさい、私の誰かさん） - マリアン
6. Seventy-Six Trombones（76本のトロンボーン） - ハロルド、少年少女たち
7. Sincere（誠実） - カルテット（オリン、オリバー、イワート、ジェーシー）
8. The Sadder-But-Wiser Girl（地味でも賢明な女性[訳語疑問点]） - ハロルドとマーセラス
9. Pick-a-Little, Talk-a-Little（ちょっと啄んで、ちょっとお喋り） - ユーラリー、モード、エセル、アルマ、スクワイヤーズ夫人、町の婦人たち
10. Goodnight, Ladies（おやすみなさい、ご婦人方） - カルテット
11. Marian The Librarian（司書のマリアン） - ハロルド、少年少女たち
12. My White Knight（私の白騎士） - マリアン
13. The Wells Fargo Wagon（ウェルズ・ファーゴの荷馬車） - ウィンスロップと町の人々

第2幕
1. It's You（それはあなた） - カルテット、ユーラリー、モード、エセル、アルマ、スクワイヤーズ夫人
2. Shipoopi（シプーピ） - マーセラス、ハロルド、マリアン、町の人々
3. Pick-a-Little, Talk-a-Little （ちょっと啄んで、ちょっとお喋り）リプライズ - ユーラリー、モード、エセル、アルマ、スクワイヤーズ夫人、町の婦人たち
4. Lida Rose（リダ・ローズ） - カルテット
5. Will I Ever Tell You（いつかあなたに言えるのかしら） - マリアン
6. Gary, Indiana（インディアナ州ゲーリー） - ウィンスロップ、パルー夫人、マリアン[注 4]
7. It's You（それはあなた）リプライズ - 町の人々と少年少女たち
8. Till There Was You（あなたに出会うまでは） - マリアンとハロルド
9. Seventy-six Trombones/Goodnight, My Someone（76本のトロンボーン/おやすみなさい、私の誰かさん）リプライズ - ハロルドとマリアン
10. Till There Was You（あなたに出会うまでは）リプライズ - ハロルド
11. Finale（フィナーレ） - 全員

### 特徴
本作にはマーチングバンドが登場する為、いくつかのナンバーはバンド演奏で編成されている。
"Lida Rose"と"Will I Ever Tell You"は、最初は別々に歌われその後同時に歌われるが、これはブロードウェイでよく用いられた対位法（別々の歌詞と別々の旋律を持つ曲が、調和し一緒に歌うように作られている）の一例である。同様に、"Pick-a-Little, Talk-a-Little"と"Goodnight, Ladies"も最初は別々に、その後対位法的に歌われる。メレディス・ウィルソンの対位法は、アーヴィング・バーリンの対位法のミュージカル曲と共に、1959年のミュージカル『リトル・メアリー・サンシャイン』で、三重対位法の曲（"Playing Croquet""Swinging""How Do You Do?"）に組み合わされパロディー化された。
また、ワルツのテンポの"Goodnight, My Someone"は、行進曲のテンポの『76本のトロンボーン』"Seventy-six Trombones"と同じ旋律で作られている。

## 背景
メレディス・ウィルソンは、アイオワ州メーソンシティで過ごした少年時代に着想を得て、自身初のミュージカル『ザ・ミュージックマン』を作曲した。この取り組みは1948年の回想録"And There I Stood With My Piccolo"の出版から始まった。最初のアプローチはテレビや映画のプロデューサーたちへの企画の持ち込みであった。いくつかの試みが失敗に終わった後、ウィルソンは フランクリン・レイシーを招き台本の編集と簡略化を行った。この時ウィルソンは削除しようとした長い台詞が歌詞のように聞こえることに気づき、パタ・ソングの"Ya Got Trouble"に変身させた。ブロードウェイでの舞台化に際しての試行錯誤は1959年のウィルソンの自著"But He Doesn't Know the Territory"に記されている。
『ザ・ミュージックマン』の当初の題名は"The Silver Triangle"で、初期の案では町の人々が障害児施設に預けたいと考えていた半身不随の少年に焦点を当てており、プロットは少年が演奏できるトライアングルをハロルド・ヒルが見つける展開であった。また、言葉も持たない少年とした草案もあった。ウィルソンは"Wells Fargo Wagon"で舌足らずな少年が歌う節を考えているうちに、この少年が初期プロットの障害を持つ少年にもなり得ると思いついた。こうして完成した物語に登場するウィンスロップ・パルーは舌足らずの為話すことをためらいがちだが、ウェルズ・ファーゴの荷馬車が彼の為のコルネットを積んで到着すると思いがけず歌い出すというキャラクターとなった。

また、ヒロインであるマリアン・パルーは、戦時中にウィルソンが出会ったユタ州プロボの医療記録司書マリアン・シーリーに着想を得たキャラクターである。 
初演および映画版主演のロバート・プレストンは自分の歌の音域が狭いにもかかわらずハロルド役を得たのは、オーディションで"Ya Got Trouble"を歌わせられたからだと主張した。プロデューサーはこの曲が最も難曲だと感じたが、俳優プレストンの経歴からすれば最も簡単な曲であった
。

同じく初演・映画版に教育委員会の役で出演したザ・バッファロー・ビルズは、バーバーショップハーモニーソサエティ（SPEBSQSA）の1950年国際カルテットチャンピオンである。

## 上演

### 配役
|                              | ブロードウェイ 初演 1957年 | ウエストエンド 初演 1961年 | ブロードウェイ リバイバル 2000年 | ブロードウェイ リバイバル 2022年 |
| ---------------------------- | -------------------------- | -------------------------- | -------------------------------- | -------------------------------- |
| ハロルド・ヒル教授           | ロバート・プレストン       | ヴァン・ジョンソン         | クレイグ・ビアーコ               | ヒュー・ジャックマン             |
| マリアン・パルー             | バーバラ・クック           | パトリシア・ランバート     | レベッカ・ルーカー               | サットン・フォスター             |
| マーセラス・ウォッシュバーン | イギー・ウルフィントン     | バーナード・スペアー       | マックス・カセラ                 | シュラー・ヘンズリー             |
| シン市長                     | デイビッド・バーンズ       | C・デニール・ウォーレン    | ポール・ベネディクト             | ジェファーソン・メイズ           |
| ユーラリー・シン             | ヘレン・レイモンド         | ナン・マンロー             | ルース・ウィリアムソン           | ジェイン・ハウディシェル         |
| パルー夫人                   | パート・ケルトン           | ルース・ケトルウェル       | キャサリン・マクグラス           | マリー・マレン                   |
| ウィンスロップ               | エディ・ホッジス           | デニス・ウォーターマン     | マイケル・フェラン               | ベンジャミン・パジャック         |

## 日本における上演
- 1985年 /1986年博品館劇場『ザ・ミュージックマン』[17][18]

演出 … 斉藤耕一
ハロルド・ヒル教授 … 野口五郎、マリアン・パルー … 戸田恵子（1985年）/田中雅子（1986年）、パルー夫人 … 森公美子、佐藤蛾次郎、阿知波悟美、内田勝正、松尾香
- 2010年 東京芸術劇場中ホール・新国立劇場中劇場他『ザ★ミュージックマン』[25][26]

演出 … 鈴木裕美
ハロルド・ヒル教授 … 西川貴教、マリアン・パルー … 彩乃かなみ、マーセラス・ウォッシュバーン … 植木豪、シン市長 … 佐渡稔、ユーラリー・シン … うつみ宮土理、ミセス・パルー … 竹内都子、ウィンスロップ … 吉井一肇/石川新太、トミー・ジラス … 矢崎広、ザニータ・シン … 増山加弥乃、チャーリー・コーウェル … 今井ゆうぞう、アマリリス … 根本玲奈/蛭薙ありさ
- 2023年 日生劇場他『ザ・ミュージック・マン』[21][27]

演出 … ダニエル・ゴールドスタイン
ハロルド・ヒル教授 … 坂本昌行、マリアン・パルー … 花乃まりあ、マーセラス・ウォッシュバーン … 小田井涼平、シン町長 … 六角精児、ユーラリー・シン … 森公美子、ミセス・パルー … 剣幸、ウィンスロップ … 有澤奏/末次寿樹、トミー・ジラス … 山崎大輝、ザニータ・シン … 水嶋凜、チャーリー・カウエル … 藤岡正明、アマリリス … 森田みなも/山口菜々美

## 映像化
1962年の映画版『ザ・ミュージックマン』において、本作主演のロバート・プレストンが再び主演し、シャーリー・ジョーンズがマリアン役、バディ・ハケットがマーセラス役、ハーミオン・ジンゴールドがシン夫人役、ロン・ハワードがウィンスロップ役を演じた。
2000年の舞台版の再演の成功により、2003年、テレビ映画『ザ・ミュージックマン』が制作され、マシュー・ブロデリックがハロルド役、クリスティン・チェノウェスがマリアン役を演じ、他にヴィクター・ガーバー、デブラ・モンク、モリー・シャノンが出演した。

## ポピュラー・カルチャー
本作の人気により、テレビ、映画、音楽を含む多くのメディアで言及、引用、パロディ、パスティーシュされている。

### テレビ
本作は多くのテレビ番組でパロディ化されている。『シンプソンズ』のエピソード「"Marge vs. the Monorail"」はコナン・オブライエンが本作のパロディで脚本を執筆した。2度目のブロードウェイ再演において、オブライアンは短期間のハロルド・ヒル役を打診されたが、最終的にスケジュールの都合により出演できなかった。『シンプソンズ』のDVDに収録されたこのエピソードでのコメントで、オブライアンは本作が好きな作品の1つであり、出演を断ったのはこれまでの人生で最も困難な選択だったと語った。2006年、NBCで放送された第58回プライムタイム・エミー賞の司会者としてオブライアンはオープニングでNBCとその視聴率下落をネタにした「"Ya Got Trouble"」のパロディを歌った。
テレビ番組『ファミリー・ガイ』は少なくとも3回本作のパロディを行なった。エピソード「"Brian Wallows and Peter's Swallows"」において、ロイスがブライアンの高望みを「"Piano Lesson"」のパロディで非難する。エピソード「"Patriot Games"」において、ピーターはフットボールでタッチダウンをし、球場の全員を率いて映画の振付で「"Shipoopi"」を踊る。『ボストン・リーガル』のエピソード22「"Men to Boys"」において、アラン・ショアがレストランの客たちが鮭を食べないように「"Trouble"」のパロディを歌う。『アリー my Love』においては複数の楽曲が使用されている。シーズン2のエピソード16「キスの代償」で弁護士のジョン・ケイジが陪審員たちに「"Ya Got Trouble"」を一緒に歌わせる。『マイリトルポニー〜トモダチは魔法〜』シーズン2のエピソード15「アップルサイダー対決」において、「"Ya Got Trouble"」を基にした楽曲を含め、多数言及されている。
MSNBCのキース・オルバーマンはFOXニュースの司会者グレン・ベックを放送中に何度もハロルド・ヒルと例えている。
Netflixのオリジナルドラマ『グレイス&フランキー』において、ロバート・ハンソン(マーティン・シーン)は地方劇団で上演した本作に主演した。

### 映画
映画『アパートの鍵貸します』(1960年)において、バド(ジャック・レモン)がマジェスティック・シアターで上演される本作の入場券を入手するがすっぽかされる。『ロミーとミッシェルの場合』(1997年)においてミッシェル(リサ・クドロー)が「"The Wells Fargo Wagon"」を歌う。『ウェディング・シンガー』(1998年)においてロビー(アダム・サンドラー)がロージー(エレン・アルベルティーニ・ダウ)に結婚50周年のために「'Til There Was You"」の歌を教える。
モキュメンタリー/ドキュメンタリーの映画『Pittsburgh』(2006年)において、俳優ジェフ・ゴールドブラムがガールフレンドで女優、歌手、ダンサーのカナダ人キャサリン・レフォードがグリーンカードを確実に獲得するため、自身の出身地であるペンシルベニア州ピッツバーグの地方劇団の夏季公演で本作に主演させる。

### 音楽
政治風刺グループキャピトル・ステップスは本作から複数の楽曲をパロディ化している。ウォルト・ディズニー・パークス&リゾートの世界中の複数のテーマパークにおいて、テーマランドのメインストリートUSAで20世紀を想起させるために「76本のトロンボーン」や「"Wells Fargo Wagon"」など本作の音楽が複数使用されている。マックス・ホッジ脚本の産業ミュージカル『Good News About Olds』(1959年)において、ビル・ヘイズはオールズモービルの製品を「ワタヤトーク」として楽曲「"Rock Island"」をパロディ化した。
毎年アイオワ州メイソンシティで開催される北アイオワ・バンド・フェスティバルには主にマーチングバンドが出演している。1950年代、本作の作詞作曲脚本のウィルソンはビッグ・パレードを率いるなど当イベントに参加するため出身地である当地に何度も訪れており、1962年には映画版出演者が集結した。